# Harran (stad)
Harran (Aramees: ܚܪܢ, Ḥaran), in de Hebreeuwse Bijbel Haran of Charan (Hebreeuws: חָרָן, Ḥārān) genoemd en in de Romeinse geschiedschrijving bekend als Carrhae, is een historische stad in de provincie Şanlıurfa in het zuidoosten van Turkije bij de grens met Syrië, 44 kilometer ten zuidoosten van de stad Şanlıurfa.
Harran is een archeologische vindplaats van groot belang omdat de stad het centrum was van een belangrijke handelroute naar Tyrus.
Een van zijn specialiteiten was de vervaardiging van een welriekende gom van de stobrum boom.

## Het oude Harran in de Hebreeuwse Bijbel
In de antieke oudheid  werd de plaats Harran of Haran aangeduid als in het noorden van Mesopotamisch Paddan-Aram. De verhalen rond Haran gaan bijzonder ver terug; in de overlevering in Genesis was Haran of Charan de stad waar Terach en zijn familie zich vestigden, nadat zij Ur hadden verlaten en waarvandaan Abraham verder trok naar Kanaän.  Terach stierf in Haran.
Laban, de broer van Rebekka en dus de zwager van Isaak, woonde in Haran. Na de list waarmee Jakob zijn tweelingbroer Esau het eerstgeboorterecht ontfutselde, vluchtte Jakob daarom op advies van Rebekka naar Haran, waar hij vervolgens trouwde met Labans dochters Lea en Rachel.
Voorafgaande aan de regering van Sanherib (ca. 705 – 681 v.Chr.), rebelleerde Haran tegen de Assyriërs, die de stad veroverden en veel privileges afnamen die later door koning Sargon II werden hersteld.

## Overige historische aspecten
Ook het historische Harran is bijzonder oud. Het was een centrum van Mesopotamische cultuur, op het kruispunt van de weg van Damascus naar Ninive en Karkemish. Het was een strategisch gelegen stad. Er zijn inscripties van de tijd van Tiglat-Pileser I onder de naam Harranu ofwel weg (Akkadisch harrānu, "weg, pad, reis"). Na het verdrag tussen Suppiluliuma I en Shattiwaza werd Harran in de as gelegd door een Hettitisch leger onder Piyashshili tijdens de verovering van Hanigalbat.
Ondanks de verafgelegen positie van de stad speelde zij een belangrijke rol in de tijd van het Nieuw-Babylonische Rijk. De stad was bijvoorbeeld het voorrecht van de kidinnutu toegekend. Nabonidus steunde de stad omdat het heiligdom van Sin zijn voorkeur genoot boven dat van Marduk in Babylon.
In 53 v.Chr. ging Marcus Licinius Crassus Dives, een lid van het Romeinse triumviraat en rivaal van Julius Caesar, hier ten onder in een mislukte poging tot onderwerping van de Parthen in de Slag bij Carrhae. Ook onder de Byzantijnen en Arabieren was de stad een belangrijk centrum van kennis.

## Geboren in Harran
- Albategnius, 9e eeuw, astronoom en wiskundige
- Thabit ibn Qurra (836-901), astronoom en wiskundige